# Siegfried Schalli
Siegfried Schalli (* 21. Oktober 1961 in Villach) ist ein österreichischer Politiker (ehemals TS) und Geschäftsführer. Von März 2013 bis April 2018 war er Abgeordneter zum Kärntner Landtag.

## Leben
Siegfried Schalli studierte Betriebswirtschaftslehre mit dem Schwerpunkt Marketing sowie Gewerbe-Klein- und Mittelbetriebe an der Wirtschaftsuniversität Wien und an der University of Toronto. Er war zwischen 1989 und 2013 im Management großer internationaler Konzerne tätig. So arbeitete er bei Unilever, Billa und Swarovski und war unter anderem Assistent von Karl Wlaschek im Billa-Konzern. Im Dezember 2012 wurde Schalli als Quereinsteiger für die Landtagswahl 2013 für das Team Stronach Kärnten präsentiert, wobei er auf dem ersten Platz im Wahlkreis Villach antrat. Nach dem Gewinn eines Direktmandats in diesem Wahlkreis wurde Schalli am 28. März 2013 als Abgeordneter zum Kärntner Landtag angelobt. Nachdem der bisherige Landesparteiobmann Gerhard Köfer Anfang Oktober 2013 von Team-Stronach Gründe Frank Stronach abgesetzt worden war, wurde Schalli von Stronach als neuer Landesparteiobmann nominiert. Bereits am 30. Oktober 2013 trat Schalli jedoch aus dem Landtagsklub des Team-Stronach aus, was zum Verlust des Klubstatus des Team-Stronach in Kärnten führte. Als Gründe für seinen Austritt nannte Schalli eine abgesagte Prüfung der Parteifinanzen sowie persönliche Vorhaltungen einer 20 Jahre zurückliegenden Gerichtsverhandlung gegen ihn durch Köfer. Hinzu kam eine angebliche Affäre von Köfer mit Schallis Ehefrau, die von Köfer allerdings bestritten wurde. Schalli kündigte in der Folge an, als freier Abgeordneter mit der FPÖ zusammenzuarbeiten. Er ist Mitglied im Ausschuss für Finanzen, Wohnbau und Gemeinden, Mitglied im Ausschuss für Jagd, Tierschutz, Natur-, National- und Biosphärenparks sowie Mitglied im Ausschuss für Infrastruktur, Straßenbau und Verkehrsrecht.